# Aanval op Britse ambassade Iran 2011
De aanval op de Britse ambassade in Iran in 2011 vond plaats op 29 november 2011 door een menigte van Iraanse demonstranten die de ambassade bestormde en een andere Britse diplomatieke consul in Teheran aanviel, de kantoren plunderde en documenten stal. Een klein gebouw werd tijdens het incident in brand gestoken en verscheidene mensen raakten gewond. Studentengroepen van de Iraanse oppositie veroordeelden de bestorming van de ambassade en Advar Takhim zeiden dat de aanvallers afkomstig waren uit de Basij militie, een paramilitaire groep die een belangrijke rol heeft gespeeld in het neerslaan van protesten door verschillende studenten-, vrouwen- en politieke bewegingen.

## Achtergrond
De regering van het Verenigd Koninkrijk heeft Iran allerlei sancties opgelegd, omdat ze bezorgd is over het nucleaire programma van Iran. In november 2011  verscheen een rapport van de  Internationaal Atoomenergieagentschap dat stelde dat de  nucleaire activiteiten van Iran verband hielden met het streven naar nucleaire bewapening. De Britse overheid verbood alle financiële instellingen in het Verenigd Koninkrijk om zaken te doen met hun collega's in Iran, waaronder de centrale bank van Iran. Iran schortte daarop de banden met het Verenigd Koninkrijk op, en eiste  dat beide landen hun ambassadeurs terug zouden  trekken.

## Incident
Ongeveer 1000 mensen verzamelden zich in de buurt van de ambassade om te eisen dat de Britse ambassadeur onmiddellijk naar huis zou worden gestuurd. Het protest begon rustig, maar sommige deelnemers bestormden het gebouw, braken de deur af, gooiden papieren op straat en vervingen de Britse vlag door de Iraanse. De Iraanse veiligheidstroepen grepen in eerste instantie niet in. Later verwijderden ze de demonstranten uit het gebouw. De demonstranten schreeuwden "Dood aan Amerika", "Dood aan Engeland" en "Dood aan Israël".
Volgens de Britse ambassadeur Dominick Chilcott hebben de demonstranten een ravage aangericht door schilderijen, meubels en ramen te vernielen, graffiti op de muren te spuiten en brand te stichten. Zeven ambassademedewerkers werden mee genomen door de demonstranten, maar uiteindelijk begeleid door de politie. De demonstranten namen ook mobiele telefoons en computers mee.
De Britse premier David Cameron omschreef de inval als "schandalig en niet te verdedigen" en eiste dat Iran onmiddellijk de veiligheid van al het Britse ambassadepersoneel zou garanderen. Minister van Buitenlandse Zaken William Hague zei dat de "onverantwoordelijke actie" de veiligheid van diplomaten en hun gezinnen in gevaar bracht en aanzienlijke schade had veroorzaakt aan ambassade-eigendommen. Sommige anti-Britse studenten hadden zich verzameld aan de voorkant van Gholhak Garden in het noorden van Teheran. Zij trokken ook een foto van de koningin naar beneden en verbrandden een ambassadevoertuig, en de vlaggen van de VS, Israël en het Verenigd Koninkrijk. De demonstranten zeiden dat ze de ambassade wilden sluiten. Iran betreurde de aanvallen, en de politie arresteerde twaalf demonstranten.

### Daders
De Iraanse staatpersbureaus beschreven de protesten als een spontane reactie van de "studenten" tegen het Britse anti-Iran beleid. De demonstranten zelf gaven  een officiële verklaring uit, die zei: "Onze acties zijn een spontane reactie van revolutionaire studenten en werden niet door welke staat ook georganiseerd."
In een verklaring in het Lagerhuis op 30 november, zei minister van Buitenlandse Zaken William Hague: "Iran is een land waar de oppositieleiders onder huisarrest zitten,  waar dit jaar meer dan 500 mensen de doodstraf hebben gekregen en waar protest meedogenloos de kop wordt ingedrukt. Het idee dat de Iraanse autoriteiten onze ambassade niet konden beschermen, of dat deze aanval plaatsgevonden zou hebben zonder een zekere mate toestemming van regime is een illusie".
Sommige analisten, bronnen en Iraanse oppositiegroepen beweren dat de aanval werd georkestreerd door de Iraanse autoriteiten, vandaar de sterke Britse reactie. Al Jazeera's correspondent in Teheran, Dorsa Jabbari, meldde dat de Iraanse politie en diverse ministeries voorkennis hadden van het protest, dat was georganiseerd door de studentenbeweging van de Basij.
The Economist: "Dit is het centrum van de hoofdstad.  Als de politie dit had willen verhinderen, kon men genoeg agenten mobiliseren om de Britten te ontzetten. De politie koos er echter een hele tijd voor om niets te doen." 
Jabbari verklaarde: "Een actie van deze omvang kan nooit onafhankelijk zijn in de Islamitische Republiek." 
Dominick Chilcott vertelde de BBC: "Iran is een land waar een dergelijke maatregel alleen wordt genomen met instemming en steun van de staat".